# Trening trzymania moczu
Trening trzymania moczu (także: trening mikcyjny) – trening pęcherza moczowego i mięśni odpowiadających za oddawanie moczu. Element procesu leczenia nietrzymania moczu, najczęściej u osób starszych.
W skład treningu, który trwa zazwyczaj kilka tygodni lub nawet miesięcy, wchodzi trening pęcherza (zwiększenie pojemności i kontroli), a także trening korzystania z toalety (regularność, wypracowanie rytmu opróżniania pęcherza, który odpowiada przyzwyczajeniom danego pacjenta). Celem treningu jest przyzwyczajenie pęcherza do utrzymania większej ilości moczu i całkowitego jego opróżniania, zwiększenie kontroli nad procesem wydalania, a także wypracowanie regularności w tym zakresie. Konieczne jest zdiagnozowanie potrzeb pacjenta i ustalenie jego indywidualnego rytmu wypróżniania, co odbywa się m.in. za pomocą protokołu mikcji. Ćwiczenia pęcherza  polegają na oddawaniu moczu o ustalonych porach - nie w razie potrzeby. Czas między mikcjami ulega wtedy wydłużeniu. 
W niektórych przypadkach trening nie jest możliwy – dotyczy to np. osób w zaawansowanych stadiach choroby Alzheimera lub pacjentów z niektórymi formami nietrzymania, np. w zaawansowanych stadiach nietrzymania wysiłkowego.
Trening ułatwia zastosowanie wybranych środków farmakologicznych, zwłaszcza hamujących skurcze mięśni pęcherza moczowego, jednak nie jest zalecane ich długotrwałe stosowanie. Pomocne są też ćwiczenia trenujące mięśnie przepony miednicy, zwiększające kontrolę nad zwieraczem pęcherza.